# Lord William Howard
Lord William Howard (Belted Will, Bauld Will, "oförvägne Will"), född 19 december 1563, död 1640, var tredje son till Thomas Howard, 4:e hertig av Norfolk. Gift 1577 med Elizabeth Dacre, dotter till Thomas Dacre, Lord Dacre (of Gilsland).     
1603 återfick Howard alla sin fars privilegier genom ett parlamentsbeslut. Han kom att förvärva Naworth Castle nära Brampton, Cumberland och Hinderskelfe (senare omdöpt till Castle Howard) genom sin fru. 
Han samlade ett värdefullt bibliotek, av vilket de flesta tryckta verk ännu förvaras på Naworth Castle , medan handskrifterna har skingrats (en del av dem till Arundelsamlingen vid Royal College of Arms. Han brevväxlade med bland andra Ussher. 

## Barn
- Margaret Howard
- Sir Philip Howard (1581-1640) gift med Margaret Carryll
- Sir Francis Howard (1588-1660)